# (1097) Vicia
(1097) Vicia est un astéroïde de la ceinture principale découvert le 11 août 1928 par l'astronome allemand Karl Wilhelm Reinmuth. Sa désignation provisoire était 1928 PC. Il tire son nom des plantes à fleurs les vesces.